# Stella Heiß
Stella Heiß (* 15. Januar 1993 in Köln) ist eine ehemalige deutsche Curlerin.

## Leben
Stella Heiß ist die Tochter des ehemaligen deutschen Eishockeynationalspielers Joseph Heiß. Ende 2015 beendete sie ihre sportliche Laufbahn zugunsten ihres Jura-Studiums in München.
2018 gehörte sie während der Olympischen Winterspiele in Pyeongchang zum Experten- und Kommentatoren-Team von Eurosport.

## Sportliche Karriere
Heiß spielte im Team von Andrea Schöpp auf der Position des Lead und war Mitglied des SC Riessersee.
2008 nahm sie an der Curling-Europameisterschaft in Schweden als Lead teil. Das Team belegte den vierten Platz.
2009 spielte Heiß erstmals bei einer Curling-Weltmeisterschaft. Das Team von Skip Andrea Schöpp belegte am Ende den 6. Platz. Bei der Curling-Europameisterschaft 2009 in Aberdeen war Heiß als Alternate im Team mit Skip Andrea Schöpp, Third Mélanie Robillard, Second Monika Wagner, Lead Corinna Scholz und gewann die Goldmedaille. Die Round Robin hatte das Team als Dritter abgeschlossen. Das Page-Playoff-Spiel gewann man gegen Russland und das Halbfinale gegen Dänemark. Im Finale setzte man sich mit 7:5 gegen die Schweiz durch.
Im Februar 2010 nahm Heiß als Mitglied des deutschen Teams an den Olympischen Winterspielen 2010 in Vancouver (Kanada) teil und belegte mit der Mannschaft den sechsten Platz.
Heiß gewann am 28. März 2010 mit dem deutschen Team um Skip Andrea Schöpp die Curling-Weltmeisterschaft. Im kanadischen Swift Current besiegte die deutsche Mannschaft das Team Schottland um Skip Eve Muirhead mit 8:6 Steinen nach Zusatzend.
2015 nahm Heiß, mittlerweile für den Kölner Eisklub (KEK) startend, noch an der Curling-Weltmeisterschaft in Sapporo teil, verzichtete dann aber zu Gunsten ihres Jurastudiums auf die Teilnahme an der Curling-Europameisterschaft in Esbjerg.

## Erfolge
- Weltmeisterin 2010
- Europameisterin 2009
- Deutsche Meisterin 2009, 2010, 2011, 2012, 2013